# Abd-al Karim
Abd-al Karim (leefde 20e eeuw, regeerde juli 1924 - 30 januari 1925) was een emir van Afghanistan wiens regering beperkt was tot de zuidelijke provincie . Hij was de jongste zoon van Mohammed Jakoeb Khan, een ex-monarch van Afghanistan die in 1879 in ballingschap in Brits-Indië werd gedwongen en zijn moeder was een slaaf van zijn vader. In 1924 werd hij geïnformeerd dat er een opstand in Khost aan de gang was in de zuidelijke provincie. "Er is nu een opstand in Khost", zeiden de stamleden, "en het is een goed moment om het land te heroveren dat je vader heeft verloren". In juli stak hij vanuit Brits-Indië Afghanistan binnen en nadat hij de rebellen had verkondigd dat hij rechtvaardig zou regeren met een raad van 40 Oelama, nam hij het leiderschap van de opstand op zich. Na de nederlaag van de opstand in januari 1925 vermeed hij gevangenneming en vluchtte hij terug naar Brits-Indië.